# 경상남도의 초등학교 목록
다음은 경상남도의 초등학교 목록이다.

## 가
가고파초등학교 · 
가람초등학교 · 
가례초등학교 · 
가북초등학교 · 
가산초등학교 · 
가야초등학교 · 
가조초등학교 · 
가좌초등학교 · 
가포초등학교 · 
가회초등학교 · 
갈육초등학교 · 
감천초등학교 · 
개천초등학교 · 
거류초등학교 · 
거제고현초등학교 · 
거제중앙초등학교 · 
거제초등학교 · 
거창초등학교 · 
경운초등학교 · 
경화초등학교 · 
계동초등학교 · 
계룡초등학교 · 
계창초등학교 · 
고남초등학교 · 
고성초등학교 · 
고암초등학교 · 
고전초등학교 · 
고제초등학교 · 
고현초등학교 · 
곤명초등학교 · 
곤양초등학교 · 
관동초등학교 · 
관봉초등학교 · 
광도초등학교 · 
광려초등학교 · 
교동초등학교 · 
교방초등학교 · 
구만초등학교 · 
구봉초등학교 · 
구산초등학교 (김해시) · 
구산초등학교 (창원시) · 
구산초등학교 구서분교 · 
구암초등학교 · 
국산초등학교 · 
군북초등학교 · 
궁류초등학교 · 
궁항초등학교 · 
금곡초등학교 · 
금동초등학교 · 
금반초등학교 · 
금산초등학교 (김해시) · 
금산초등학교 (진주시) · 
금서초등학교 · 
금성초등학교 · 
금호초등학교 · 
기성초등학교 · 
길곡초등학교 · 
김해가야초등학교 · 
김해구지초등학교 · 
김해내동초등학교 · 
김해대곡초등학교 · 
김해동광초등학교 · 
김해봉황초등학교 · 
김해부곡초등학교 · 
김해삼성초등학교 · 
김해신명초등학교 · 
김해신안초등학교 · 
김해외동초등학교 · 
김해합성초등학교 · 
김해활천초등학교

## 나
낙서초등학교 · 
남강초등학교 · 
남명초등학교 · 
남산초등학교 · 
남상초등학교 · 
남양초등학교 (사천시) · 
남양초등학교 (창원시) · 
남정초등학교 (창원시) · 
남정초등학교 (합천군) · 
남지초등학교 · 
남포초등학교 · 
남하초등학교 · 
남해초등학교 · 
내곡초등학교 · 
내동초등학교 (진주시) · 
내동초등학교 (창원시) · 
내서초등학교 · 
노량초등학교 · 
노산초등학교 · 
능동초등학교 · 
능포초등학교

## 다
단계초등학교 · 
단성초등학교 · 
대감초등학교 · 
대곡초등학교 · 
대동초등학교 · 
대방초등학교 (사천시) · 
대방초등학교 (창원시) · 
대방초등학교 마도분교 · 
대병초등학교 · 
대산초등학교 (창원시) · 
대산초등학교 (함안군) · 
대성초등학교 (고성군) · 
대성초등학교 (사천시) · 
대암초등학교 · 
대야초등학교 · 
대양초등학교 · 
대우초등학교 · 
대운초등학교 · 
대원초등학교 · 
대의초등학교 · 
대중초등학교 · 
대지초등학교 · 
대진초등학교 · 
대청초등학교 · 
대합초등학교 · 
대흥초등학교 · 
덕계초등학교 · 
덕곡초등학교 · 
덕산초등학교 (산청군) · 
덕산초등학교 (창원시) · 
덕정초등학교 · 
도계초등학교 · 
도동초등학교 · 
도마초등학교 · 
도산초등학교 (산청군) · 
도산초등학교 (통영시) · 
도천초등학교 · 
도천초등학교 · 
동광초등학교 · 
동면초등학교 · 
동부초등학교 (거제시) · 
동부초등학교 (창원시) · 
동부초등학교 율포분교 · 
동산초등학교 (양산시) · 
동산초등학교 (창원시) · 
동성초등학교 · 
동진초등학교 · 
동포초등학교 · 
동해초등학교 · 
두룡초등학교

## 마
마리초등학교 · 
마산신월초등학교 · 
마산중앙초등학교 · 
마암초등학교 · 
마전초등학교 · 
마천초등학교 · 
망경초등학교 · 
명곡초등학교 · 
명덕초등학교 · 
명도초등학교 · 
명사초등학교 · 
명서초등학교 · 
묘산초등학교 · 
무안초등학교 · 
무학초등학교 · 
묵계초등학교 · 
문산초등학교 · 
문선초등학교 · 
문암초등학교 · 
물금초등학교 · 
미리벌초등학교 · 
미조초등학교 · 
미천초등학교 · 
밀성초등학교 · 
밀양초등학교 · 
밀주초등학교

## 바
반동초등학교 · 
반성초등학교 · 
반송초등학교 · 
방산초등학교 · 
배영초등학교 · 
백동초등학교 · 
백산초등학교 · 
백전초등학교 · 
범어초등학교 · 
법수초등학교 · 
벽방초등학교 · 
병곡초등학교 · 
봉강초등학교 · 
봉곡초등학교 · 
봉덕초등학교 · 
봉래초등학교 · 
봉림초등학교 · 
봉명초등학교 · 
봉산초등학교 · 
봉원초등학교 · 
부곡초등학교 · 
부곡초등학교 학포분교 · 
부림초등학교 · 
부림초등학교 봉수분교 · 
부북초등학교 · 
북면초등학교 · 
북면초등학교 승산분교 · 
북상초등학교 · 
북성초등학교 · 
북정초등학교 · 
북천초등학교 · 
분성초등학교

## 사
사남초등학교 · 
사등초등학교 · 
사량초등학교 · 
사봉초등학교 · 
사천초등학교 · 
사파초등학교 · 
사포초등학교 · 
사화초등학교 · 
산내남명초등학교 · 
산내초등학교 · 
산동초등학교 · 
산양초등학교 · 
산양초등학교 곤리분교 · 
산양초등학교 풍화분교 · 
산양초등학교 학림분교 · 
산외초등학교 · 
산인초등학교 · 
산청초등학교 · 
산호초등학교 · 
삼가초등학교 · 
삼계초등학교 (김해시) · 
삼계초등학교 (창원시) · 
삼동초등학교 · 
삼랑진초등학교 · 
삼룡초등학교 · 
삼문초등학교 · 
삼방초등학교 · 
삼산초등학교 · 
삼성초등학교 (사천시) · 
삼성초등학교 (양산시) · 
삼장초등학교 · 
삼정자초등학교 · 
삼천포초등학교 신도분교 · 
삼천포초등학교 신수도분교 · 
삼천포초등학교 · 
삽량초등학교 · 
상남초등학교 (밀양시) · 
상남초등학교 (창원시) · 
상동초등학교 · 
상리초등학교 · 
상북초등학교 (양산시) · 
상북초등학교 (창원시) · 
상일초등학교 · 
상주초등학교 · 
샛별초등학교 · 
생림초등학교 · 
생비량초등학교 · 
생초초등학교 · 
서남초등학교 · 
서상초등학교 · 
서창초등학교 · 
서포초등학교 · 
서하초등학교 · 
석동초등학교 · 
석봉초등학교 · 
석전초등학교 · 
선학초등학교 · 
설천초등학교 · 
성명초등학교 · 
성산초등학교 · 
성주초등학교 · 
성호초등학교 · 
소답초등학교 · 
소토초등학교 · 
송정초등학교 · 
송진초등학교 · 
수곡초등학교 · 
수남초등학교 · 
수동초등학교 · 
수산초등학교 · 
수산초등학교 하남대사분교 · 
수양초등학교 · 
수월초등학교 · 
수정초등학교 · 
숭덕초등학교 · 
숭산초등학교 · 
숭진초등학교 · 
신기초등학교 · 
신등초등학교 · 
신명초등학교 · 
신방초등학교 · 
신안초등학교 (산청군) · 
신안초등학교 (진주시) · 
신양초등학교 · 
신어초등학교 · 
신원초등학교 · 
신진초등학교 · 
신천초등학교 · 
신현초등학교 · 
쌍계초등학교 · 
쌍백초등학교 · 
쌍책초등학교

## 아
아라초등학교 · 
아림초등학교 · 
아주초등학교 · 
악양초등학교 · 
안계초등학교 · 
안골포초등학교 · 
안남초등학교 · 
안명초등학교 · 
안민초등학교 · 
안의초등학교 · 
안청초등학교 · 
야로초등학교 · 
양곡초등학교 · 
양덕초등학교 · 
양보초등학교 · 
양산초등학교 · 
양주초등학교 · 
양지초등학교 · 
어곡초등학교 · 
어방초등학교 · 
연초초등학교 · 
영산초등학교 · 
영오초등학교 · 
영운초등학교 · 
영전초등학교 · 
영천초등학교 · 
영현초등학교 · 
예곡초등학교 · 
예림초등학교 · 
예하초등학교 · 
오량초등학교 · 
오봉초등학교 · 
오부초등학교 · 
오비초등학교 · 
옥종초등학교 · 
옥포초등학교 · 
온천초등학교 · 
완월초등학교 · 
외간초등학교 · 
외동초등학교 · 
외암초등학교 · 
외포초등학교 · 
용남초등학교 (창원시) · 
용남초등학교 (통영시) · 
용덕초등학교 · 
용마초등학교 · 
용산초등학교 (김해시) · 
용산초등학교 (사천시) · 
용연초등학교 · 
용우초등학교 · 
용원초등학교 · 
용주초등학교 · 
용지초등학교 · 
용현초등학교 · 
용호초등학교 · 
우산초등학교 · 
우암초등학교 (김해시) · 
우암초등학교 (창원시) · 
웅남초등학교 · 
웅동초등학교 · 
웅상초등학교 · 
웅양초등학교 · 
웅천초등학교 · 
웅천초등학교 명동분교 · 
웅천초등학교 수도분교 · 
웅천초등학교 연도분교 · 
원동초등학교 · 
원동초등학교 이천분교 · 
원량초등학교 노대분교 · 
원량초등학교 두남분교 · 
원량초등학교 연화분교 · 
원량초등학교 · 
원평초등학교 · 
월산초등학교 · 
월성초등학교 · 
월영초등학교 · 
월천초등학교 · 
월촌초등학교 · 
월포초등학교 · 
위림초등학교 · 
위성초등학교 · 
위천초등학교 · 
유곡초등학교 · 
유림초등학교 · 
유목초등학교 · 
유어초등학교 · 
유영초등학교 · 
유원초등학교 · 
율천초등학교 · 
율하초등학교 · 
의령초등학교 · 
이동초등학교 · 
이반성초등학교 · 
이방초등학교 · 
이방초등학교 장천분교 · 
이북초등학교 · 
이작초등학교 · 
인평초등학교 · 
일동초등학교 · 
일운초등학교 · 
임호초등학교

## 자
자여초등학교 · 
자은초등학교 · 
장마초등학교 · 
장목초등학교 · 
장복초등학교 · 
장승포초등학교 · 
장유초등학교 · 
장재초등학교 · 
장천초등학교 · 
장평초등학교 · 
적량초등학교 · 
적중초등학교 · 
전안초등학교 · 
정곡초등학교 · 
정동초등학교 · 
정촌초등학교 · 
제산초등학교 · 
제황초등학교 · 
좌삼초등학교 · 
주동초등학교 · 
주상초등학교 · 
주석초등학교 · 
주약초등학교 · 
주촌초등학교 · 
죽림초등학교 · 
중곡초등학교 · 
중동초등학교 · 
중리초등학교 · 
중부초등학교 · 
중앙초등학교 · 
지곡초등학교 · 
지수초등학교 · 
지정초등학교 · 
지족초등학교 · 
진교초등학교 · 
진남초등학교 · 
진동초등학교 · 
진례초등학교 · 
진목초등학교 · 
진성초등학교 · 
진영금병초등학교 · 
진영대창초등학교 · 
진영대흥초등학교 · 
진전초등학교 · 
진정초등학교 · 
진주교육대학교 부설초등학교 · 
진주초등학교 · 
진해남산초등학교 · 
진해중앙초등학교 · 
집현초등학교

## 차
차황초등학교 · 
창남초등학교 · 
창남초등학교(창녕) · 
창녕성산초등학교 · 
창녕초등학교 · 
창동초등학교 · 
창선초등학교 · 
창원남산초등학교 · 
창원상남초등학교 · 
창원신월초등학교 · 
창원초등학교 · 
창호초등학교 · 
천성초등학교 · 
천전초등학교 · 
철성초등학교 · 
청덕초등학교 · 
우암초등학교 · 
청암초등학교 · 
초계초등학교 · 
초동초등학교 · 
초전초등학교 · 
촉석초등학교 · 
축동초등학교 · 
충렬초등학교 · 
충무초등학교 · 
칠곡초등학교 · 
칠북초등학교 이령분교 · 
칠북초등학교 · 
칠산초등학교 · 
칠서초등학교 이룡분교 · 
칠서초등학교 · 
칠원초등학교 · 
칠천초등학교

## 타
태룡초등학교 · 
토월초등학교 · 
통영초등학교

## 파
팔룡초등학교 · 
평거초등학교 · 
평산초등학교 (양산시) · 
평산초등학교 (창원시) · 
풍호초등학교

## 하
하동초등학교 · 
하북초등학교 (양산시) · 
하북초등학교 (창원시) · 
하이초등학교 · 
하일초등학교 · 
하일초등학교 장춘분교 · 
하천초등학교 · 
하청초등학교 · 
한려초등학교 영운분교 · 
한려초등학교 · 
한림초등학교 · 
한산초등학교 · 
한산초등학교 비진분교 · 
한산초등학교 용호분교 · 
한평초등학교 · 
함안초등학교 · 
함양초등학교 · 
합성초등학교 · 
합천초등학교 · 
합포초등학교 · 
해양초등학교 · 
해운초등학교 · 
해인초등학교 · 
현동초등학교 · 
호계초등학교 · 
호암초등학교 · 
화개초등학교 · 
화개초등학교 왕성분교 · 
화양초등학교 · 
화정초등학교 · 
화정초등학교 · 
화제초등학교 · 
황산초등학교 · 
회원초등학교 · 
회화초등학교 · 
횡천초등학교